# Pełkity
Pełkity (deutsch Polkitten) war ein kleines Dorf in Ostpreußen, das seit 1945 knapp südlich der Grenze zwischen Polen (Powiat Bartoszycki/Woiwodschaft Ermland-Masuren) und Russland (Rajon Prawdinsk/Oblast Kaliningrad) lag. Seit den 1960er Jahren ist der durch diese Grenze ausgelöschte Ort auf keiner Karte mehr verzeichnet und gilt als wüst.

## Geographische Lage
Polkitten war nur über einen Landweg zu erreichen, der Lapkeim (heute polnisch: Łapkiejjmy) und Perkau (Parkoszewo) einerseits mit Pöhlen (heute russisch: Верное (Wernoje)) und Sehmen (russisch: Солдтово (Soldatowo)) verband. Die heutige polnische Woiwodschaftsstraße 512 (hier Teilstück der ehemaligen deutschen Reichsstraße 142), die von Szczurkowo (Schönbruch, polnischer Dorfteil) in die Kreisstadt Bartoszyce (Bartenstein) führt, verläuft zwei Kilometer südöstlich der ehemaligen Ortsstelle von Polkitten. Bis 1945 bestand über die Bahnstation Schönbruch (heute im russischen Dorfteil Сирокое (Schirokoje)) Anschluss an die Reichsbahnlinie von Wehlau (heute russisch: Знаменск (Snamensk)) und Friedland (Правдинск (Prawdinsk)) nach Bartenstein und Heilsberg (Lidzbark Warmiński).

## Geschichte

### Ortsname
Die Ortsbezeichnung ist prußischen Ursprungs: „pelky“ bedeutet „Sumpf“. Die Namensschreibweise veränderte sich von Pelkyten (1330), Pelkiten (1432), Polckitten (1774) und Pollkitten (1895) bis hin zu Polkitten (bis 1945) und Pełkity (nach 1945).

### Ortsgeschichte
Das Gründungsjahr von Polkitten liegt um 1330. Im Laufe vieler Jahrhunderte wandelte es sich von einem Bauerndorf zu einem Rittergut. Vor 1518 lebten hier 60 Bauern, 1595 waren es nur noch 25, und 1826 lediglich 6. Die Höfe waren von der Gutsherrschaft aufgekauft worden, die letzten beiden im Jahre 1914.
Rittergutsbesitzer auf Polkitten waren Heinrich von Miltitz (1525), Erhard von Kunheim (1538), Melchior von Kreutzen mit Nachkommen (bis 1719), Christoph von Lehwald (1802), Ferdinand (1828) und Roderich Bannasch, Heinrich Rohde (1876) und Karl Krah (1912), dessen Familie das Gut, das zuletzt 517,25 Hektar umfasste, bis 1945 bewirtschaftete.
1939 lebten in Polkitten und den dazugehörigen Ortschaften Gertrudhof (polnisch Gierczyn) und Hirschwalde (kein polnischer Name bekannt) insgesamt 181 Einwohner. Bis 1945 gehörte der Ort zum Landkreis Bartenstein im Regierungsbezirk Königsberg der preußischen Provinz Ostpreußen. Nach 1945 lag das Dorf auf polnischem Hoheitsgebiet und zuletzt im Gebiet der ehemaligen Gromada Żydowo im Powiat Bartoszyce.

### Amtsbezirk Polkitten (1874–1945)
Vor 1945 bildete Polkitten einen eigenen Amtsbezirk, in den ersten Jahre elf  Ortschaften (Landgemeinden (LG) bzw. Gutsbezirke (GB)) eingegliedert waren:
| Deutscher Name        | Polnischer Name | Anmerkungen                                                             |
| --------------------- | --------------- | ----------------------------------------------------------------------- |
| im heutigen Polen:    |                 |                                                                         |
| Bonschen              | Bąsze           | 1928 nach Kromargen, Amtsbezirk Beisleiden eingemeindet                 |
| Gomtehnen             | Ganitajny       | 1909 in den Amtsbezirk Loschen im Kreis Preußisch Eylau umgegliedert    |
| Lapkeim               | Łapkiejmy       |                                                                         |
| Loschkeim             | Łoskajmy        | 1928 nach Lapkeim eingemeindet                                          |
| Neu Aßmanns           | Nowe Witki      | 1928 nach Siddau eingemeindet                                           |
| Perkau                | Parkoszewo      | 1928 nach Lapkeim eingemeindet                                          |
| Polkitten (LG)        | Pełkity         |                                                                         |
| Polkitten (GB)        |                 | 1928 in die LG Polkitten eingegliedert                                  |
| im heutigen Russland: |                 |                                                                         |
| Louisenberg           |                 | 1928 in die LG Redden eingegliedert. Keine russische Namensform bekannt |
| Redden (LG)           | Pogranitschnoje |                                                                         |
| Redden (GB)           |                 | 1928 in die LG Redden eingegliedert                                     |

Nach den Eingemeindungen und Ausgliederungen bildeten bis 1945 nur noch die Gemeinden Lapkeim, Polkitten und Redden den Polkittener Amtsbezirk.

## Kirche
Polkitten war in vor reformatorischer Zeit ein Kirchdorf. Es gehörte zum Archidiakonat Friedland (heute russisch: Павдинск (Prawdinsk)) im Bistum Ermland. Das Gotteshaus wurde vermutlich im Polenkrieg 1519–1521 zerstört und ist nicht wieder aufgebaut worden. Seither war Polkitten in das evangelische Kirchspiel Schönbruch (heute nördlicher Ortsteil russisch: Широкое (Schirokoje), südlicher Ortsteil polnisch: Szczurkowo) eingegliedert. Es lag ursprünglich im Bereich der Inspektion Bartenstein, bis 1945 dann im Kirchenkreis Friedland.